# 오시마 요시마사
오시마 요시마사(일본어: 大島 義昌, 1850년 9월 20일(음력 8월 15일)~1926년 4월 10일)는 일본 제국의 화족, 군인이다. 막말의 조슈번사였음며 관동도독, 군사참의관, 제3사단장 등을 역임하였다. 관위는 육군 대장 정2위 훈1등 공2급 자작이다.

## 같이 보기
- 아베 신타로 - 요시마사의 외증손
- 아베 신조 - 고외손, 일본의 내각총리대신